# Haarlovina nielsi
Haarlovina nielsi es una especie de arácnido del orden Solifugae de la familia Daesiidae, la única del género Haarlovina.

## Distribución geográfica
Se encuentra en Afganistán.